# جام خیریه انگلستان ۱۹۸۳
 جام خیریه انگلستان ۱۹۸۳ ، ۶۱امین رقابت سالانه مابین قهرمانان لیگ دسته اول فوتبال انگلستان و جام حذفی فوتبال انگلستان است. 
این مسابقه در تاریخ ۲۰ آگوست ۱۹۸۳ مابین تیم‌های منچستر یونایتد و لیورپول در ورزشگاه ومبلی لندن برگزار شده‌است. 
تیم منچستر یونایتد در این مسابقه با نتیجه دو بر صفر به پیروزی رسید.

## جزئیات مسابقه
| منچستر یونایتد | ۲ – ۰ | لیورپول |
| -------------- | ----- | ------- |
| رابسون         |       |         |